# کامپولشن گیمز
کامپولشن گیمز (انگلیسی: Compulsion Games) شرکت بازی ویدئویی کانادایی است، که در سال ۲۰۰۹ تأسیس شد.